# Bentivoglio (Emilia-Romagna)
Bentivoglio ist eine italienische Gemeinde (comune) in der Metropolitanstadt Bologna in der Emilia-Romagna. Die Gemeinde liegt etwa 15,5 Kilometer nordnordöstlich von Bologna. Durch Bentivoglio zieht sich der Canale Emiliano Romagnolo.

## Geschichte
Ursprünglich geht der Ortsname auf den Patrizier Giovanni II. Bentivoglio zurück, der Herr über Bologna war (1463–1506). Durch ihn wurde das Kastell errichtet.

## Verkehr
Die Gemeinde liegt an der Autostrada A13 von Bologna nach Ferrara und Padua. Ein Anschluss besteht nicht. 

## Persönlichkeiten
- Simona Ventura (* 1965), Fernsehmoderatorin
- Nicola Armaroli (* 1966), Chemiker
- Fabio Borini (* 1991), Fußballspieler
- Giacomo Raspadori (* 2000), Fußballspieler